# 日本の技術をいのちのために委員会
一般社団法人 日本の技術をいのちのために委員会（にほんのぎじゅつをいのちのためにいいんかい）は、日本の優れた技術シーズ を基にした、先端医療機器開発、健康・医療機器開発、ヘルスケア機器開発の支援を行う団体。また、健康・医療に関わる行政（経済産業省、厚生労働省、文部科学省、特許庁、地方行政、PMDA、健康保険組合、国民健康保険など）、医療機関および医療従事者（医師、看護師、臨床工学士など）、研究機関および大学、工業および産業その他多種多様な業界（素材メーカー、製造企業、販売企業、医療機器メーカー、製薬会社、ファイナンス、投資、民間保険、リーガル、デザイン、IT、コンサルティング、ファッション、美容、エンタメ、スポーツなど）で活躍する人たちが「いのちのためにできること」でつながる機会の提供をしている。

## 沿革
2009年8月28日、先端医療に携わる医師・研究者が中心になり、日本企業の優れた技術シーズ を活用し、医療工学水準を向上させることを目的とした情報発信プロジェクト 「日本の技術を、いのちのため に。」推進のために任意団体として設立。発起人は、妙中義之、 梅津光生、澤 芳樹、福井康裕、森 勇介。2017年9月25日、活動範囲を先端医療機器開発のための情報発信だけではなく、健康・医療機器開発、ヘルスケア機器開発の具体的な開発支援が行えるよう一般社団法人化。

## 主な活動
- 次世代医療システム産業化フォーラムに協力支援[1]
- MEDTECイノベーション大賞の後援[2]
- 大阪産業技術研究所医療健康機器開発研究会に協力支援[3]
- いのちのためにSALONを主催[4]
- うめきた2期未来シンポジウムの共催[5]
- 北大阪商工会議所 枚方市医療・産業連携事業で講演[6]